# Île de Migneaux
L’île de Migneaux ou île des Migneaux est une île de la Seine, longue de 2,5 km environ mais large de moins de 100 mètres, située dans les Yvelines entre Poissy et Carrières-sous-Poissy. Elle est rattachée administrativement à la commune de Poissy. Cette île est reliée à la rive gauche (côté Poissy) par un pont routier en bow-string datant de 1933. L'île accueille une centaine de maisons et près de 400 habitants.

## Histoire
Cette île a été urbanisée au début du XXe siècle par la création d’un lotissement à l’initiative de Léon Chouquet alors propriétaire d’un hôtel-restaurant situé dans l’île. Ce lotissement resté privé est géré par le syndicat des propriétaires de l’île de Migneaux (SPIM).
En janvier 1910, Poissy, comme toutes les communes riveraines du fleuve, est touchée par la grande crue de la Seine qui culmine du 28 au 31 janvier. La décrue commence le 5 février. 70 maisons furent inondées dont 20 dans l'île de Migneaux.
La pointe aval de l’île recèle encore un milieu naturel humide abritant une riche faune aquatique, cormorans, foulques, colverts… On y trouve également un flore particulière, dont la cuscute d’Europe, espèce protégée.
Dans cette île se trouvent notamment la piscine municipale de Poissy, une base nautique.
De 1963 à 2012 se trouvait un centre d’hébergement associatif, l’Escale, relais International de la jeunesse,.
Au printemps 2001, la Seine inonde l'île.
Le projet de bouclage de la Francilienne, entre Cergy et Orgeval prévoit dans certaines variantes de tracé le franchissement de la Seine par un viaduc de grande hauteur et de 820 m de long au droit de l’île de Migneaux. Ce projet, au stade du débat public courant 2006, soulève localement une forte opposition.
L'île a de nouveau été inondée début juin 2016, lorsque la Seine est montée à près de 6,10 m d'étiage. L'eau a envahi les jardins, mais la plupart des maisons n'ont pas été touchées.
En janvier 2018, l'île connait un épisode de crue plus important qu'en 2016.

## Iconographie
Édouard Daliphard
- Bords de la Seine à Migneaux, près de Poissy, 1872, huile sur toile, 40,6 × 32,5 cm, musée des Beaux-Arts de Reims[6]